# Blokhuizen
Blokhuizen (Westfries: Blokhúze) is een buurtschap in de gemeente Hollands Kroon in de provincie Noord-Holland.
Blokhuizen ligt net ten noorden van Zijdewind, formeel valt het ook onder die plaats. De naam kwam reeds voor in een exploit uit 1660 als Blockhuysen. Op een aantal kaarten, waaronder die van Noord-Holland van Joost Jansz. Beeldsnijder uit 1575, werd de naam Blockhuysen eveneens vermeld. De naam is mogelijk ontleend aan het feit dat de kern ongeveer op de plek ligt waar ooit twee blokhuizen stonden. Een blokhuis is een verdedigingspost opgetrokken uit kleine stammen en grote zware balken, meestal gelegen aan een verbindingsweg. Karsten (1951) veronderstelt echter dat de naam afkomstig is van een aantal aan elkaar gebouwde huizen.
Een opvallende bijkomstigheid is het feit, dat de kern van de buurtschap is verdeeld in een soort van blokken. Hoewel dat door de sloop van twee boerderijen voor de aanpassing van de provinciale weg 241, die dwars door de buurtschap loopt, minder goed te zien is.
Tot 1 januari 2012 behoorde Blokhuizen tot de gemeente Niedorp die per die datum in een gemeentelijke herindeling met drie andere gemeenten is samengegaan tot Hollands Kroon.